# Liste der Biografien/Kalu
Liste der Biografien |
Portal Biografien |
Personensuche
# |
A |
B |
C |
D |
E |
F |
G |
H |
I |
J |
K |
L |
M |
N |
O |
P |
Q |
R |
S |
T |
U |
V |
W |
X |
Y |
Z |
?
 
Ka |
Kb |
Kc |
Kd |
Ke |
Kf |
Kg |
Kh |
Ki |
Kj |
Kl |
Km |
Kn |
Ko |
Kp |
Kr |
Ks |
Kt |
Ku |
Kv |
Kw |
Ky |
Kx |
Kz
 
Kaa–Kag |
Kah |
Kai |
Kaj |
Kak |
Kal |
Kam |
Kan |
Kao |
Kap |
Kar |
Kas |
Kat |
Kau |
Kav |
Kaw |
Kay |
Kaz
 
Kala |
Kalb |
Kalc |
Kald |
Kale |
Kalf |
Kalh |
Kali |
Kalj |
Kalk |
Kall |
Kalm |
Kaln |
Kalo |
Kalp |
Kals |
Kalt |
Kalu |
Kalv |
Kalw |
Kaly |
Kalz
Die Liste der Biografien führt alle Personen auf, die in der deutschsprachigen Wikipedia einen Artikel haben. Dieses ist eine Teilliste mit 59 Einträgen von Personen, deren Namen mit den Buchstaben „Kalu“ beginnt.

## Kalu
- Kalu, Chinyere (* 1970), nigerianische Berufspilotin
- Kalu, Ikechukwu (* 1984), nigerianischer Fußballspieler
- Kalu, Martin (* 2005), deutscher Basketballspieler
- Kalu, Orji Uzor (* 1960), nigerianischer Politiker
- Kalu, Samuel (* 1997), nigerianischer Fußballspieler
- Kalu, Stanley, nigerianischer Drehbuchautor
- Kalu, Uche (* 1986), nigerianischer Fußballspieler

### Kaluc
- Kałucka, Aleksandra (* 2001), polnische Sportkletterin
- Kałucka, Natalia (* 2001), polnische Sportkletterin
- Kalucza, Norbert (* 1986), ungarischer Boxer

### Kalud
- Kaluđerović, Marija (* 1994), montenegrinische Handballspielerin
- Kaluđerović, Nebojša (* 1955), montenegrinischer Diplomat und Politiker
- Kaluđerović, Vasilije (* 1998), montenegrinischer Handballspieler

### Kalug
- Kalugin, Nikita Konstantinowitsch (* 1998), russischer Fußballspieler
- Kalugin, Oleg Danilowitsch (* 1934), russischer Geheimdienstler
- Kalugin, Tichon Wladimirowitsch (* 1974), russischer Fußballschiedsrichterassistent
- Kalugina, Ekaterina (* 1993), russische TänzerinEkaterina Kalugina (* 1993)

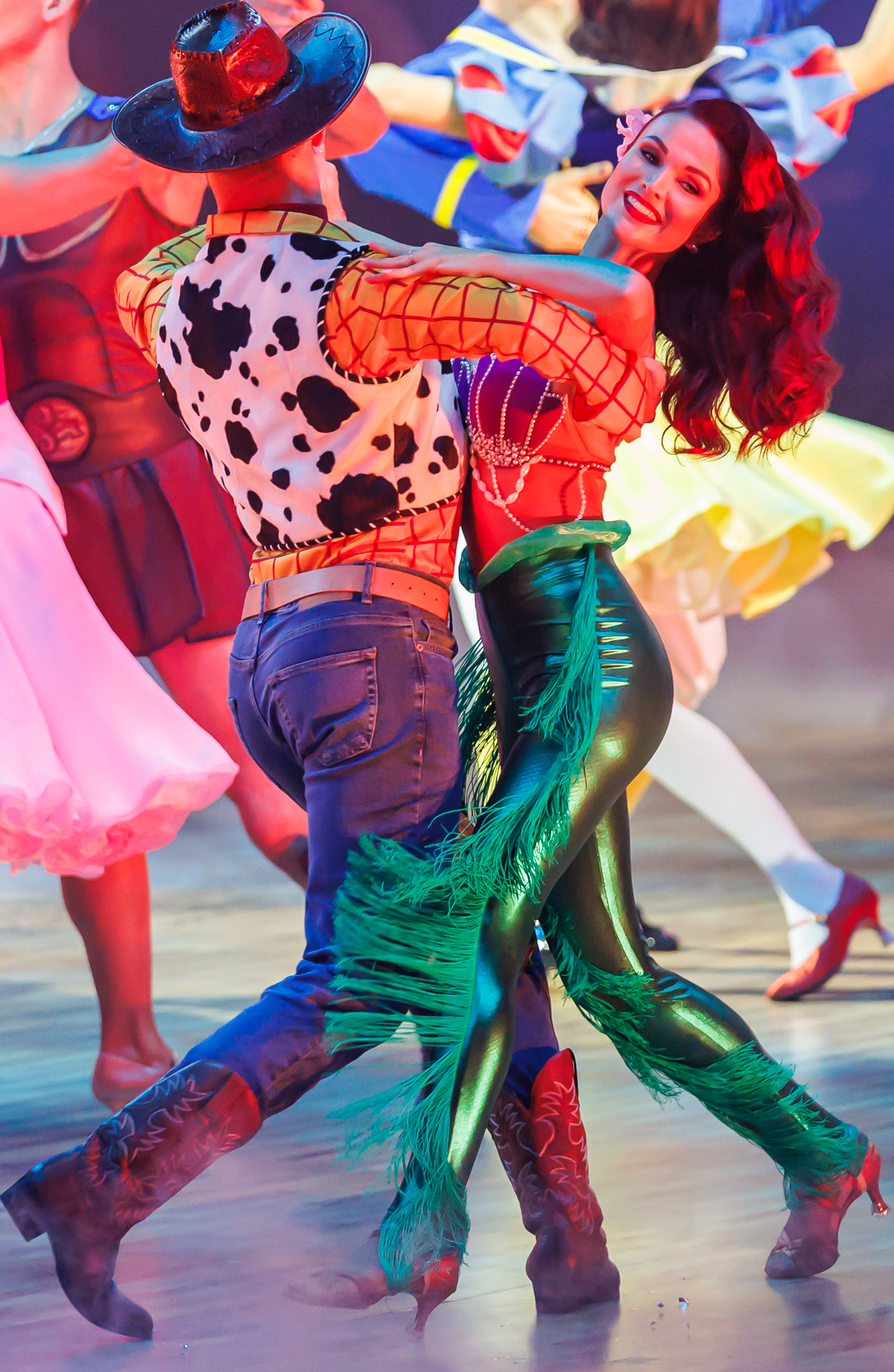
Ekaterina Kalugina (* 1993)

- Kalugina, Nadeschda Sergejewna (1930–1990), sowjetische Dipterologin

### Kaluh
- Kaluhina, Alena (* 1972), belarussische Skilangläuferin

### Kalul
- Kalule, Ayub (* 1954), ugandischer Boxer
- Kalulu († 1877), afrikanischer Diener und Adoptivsohn von Henry Morton Stanley
- Kalulu, Aldo (* 1996), französischer Fußballspieler
- Kalulu, Gédéon (* 1997), kongolesisch-französischer Fußballspieler
- Kalulu, Pierre (* 2000), französischer Fußballspieler

### Kalum
- Kalumba, Justin-Noël (* 2004), französisch-kongolesischer Fußballspieler
- Kalumba, Valentine (* 1967), sambischer Ordensgeistlicher, Bischof von Livingstone

### Kalup
- Kalupa, Patrick (* 1979), deutscher Schauspieler

### Kalus
- Kalus, Magdalena (* 1986), deutsche Outdoor-Abenteurerin, Influencerin und Ultra-Trailrunnerin
- Kalus, Petr (* 1987), tschechischer Eishockeyspieler
- Kalus, Stanisława (* 1943), polnische Juristin und Hochschullehrerin
- Kalusa, Karl (* 1895), deutscher Politiker (SED), MdL Sachsen-Anhalt
- Kalusche, Wolfdietrich (* 1953), deutscher Architekt und Hochschullehrer
- Kaluschin, Wladimir (1936–2003), russischer Europameister im Fernschach
- Kalusha (* 1980), ghanaischer Rapper
- Kalustjan, Schnork (1913–1990), 82. Armenisch-apostolischer Patriarch von Konstantinopel
- Kalustyan, Hermine (1914–1989), armenisch-türkische Mathematikerin, Pädagogin und Politikerin

### Kaluu
- Kaluuya, Daniel (* 1989), britischer SchauspielerDaniel Kaluuya (* 1989)

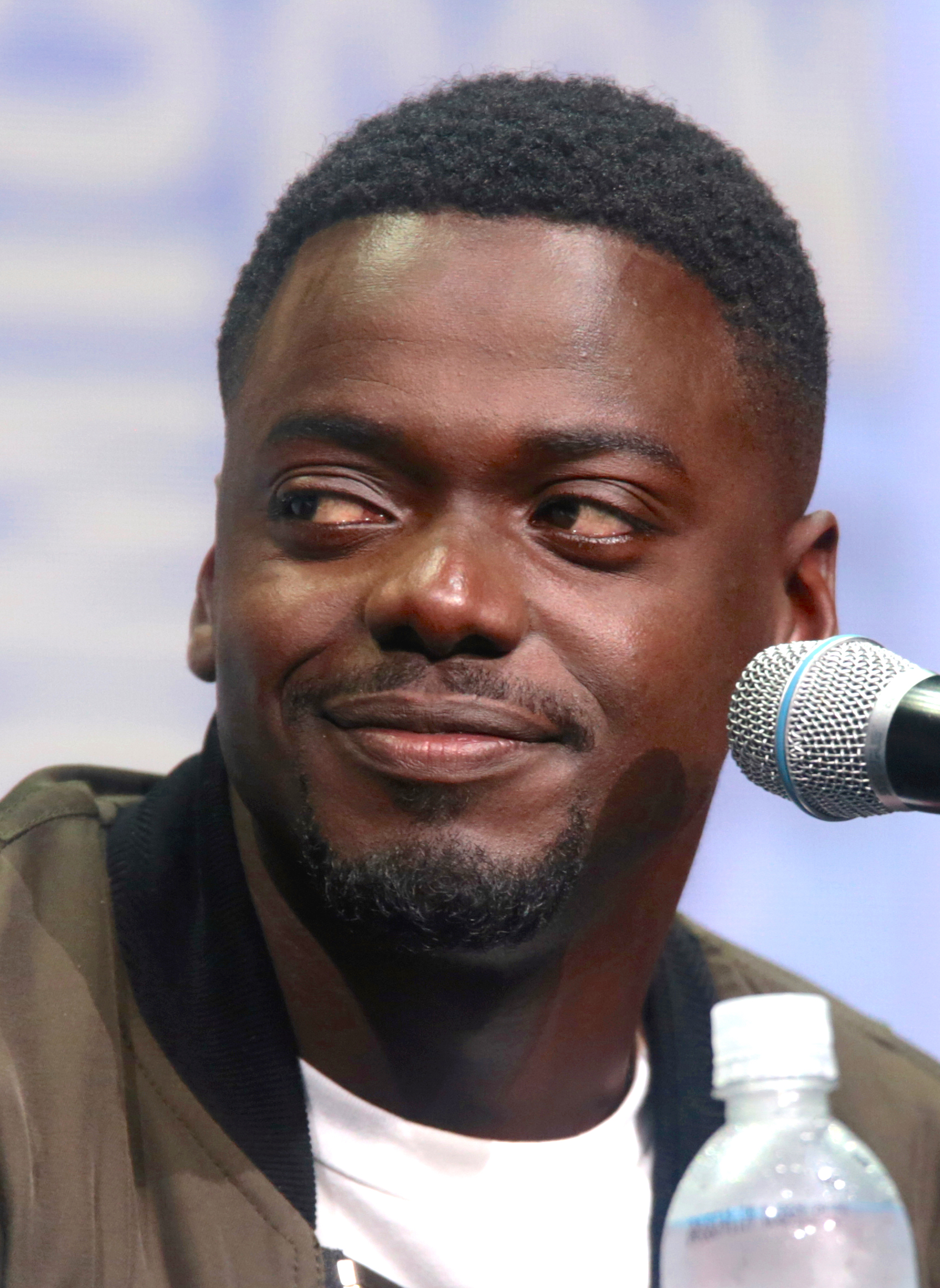
Daniel Kaluuya (* 1989)

### Kaluy
- Kaluyituka, Dioko (* 1987), kongolesischer Fußballspieler

### Kaluz
- Kaluza, Alice (1920–2017), deutsche Tänzerin, Ballettmeisterin und Choreografin
- Kaluza, Anna (* 1979), deutsche Jazz- und Improvisationsmusikerin (Altsaxophon, Komposition)
- Kaluža, Augustin (1776–1836), schlesischer Gymnasiallehrer und Naturforscher
- Kaluza, Bernd (1941–2017), deutscher Ökonom
- Kałuża, Dariusz (* 1967), polnischer Ordensgeistlicher, römisch-katholischer Bischof von Bougainville in Papua-Neuguinea
- Kaluza, Hans Walther (1939–2010), österreichischer Verwaltungsjurist
- Kałuża, Józef (1896–1944), polnischer Fußballspieler und -trainer
- Kaluza, Malte (* 1974), deutscher Physiker und Cellist
- Kaluza, Max (1856–1921), deutscher Anglist, Hochschullehrer und Sachbuchautor
- Kałuża, Otylia (1907–1981), polnische Mittelstreckenläuferin und Sprinterin
- Kaluza, Peter (* 1962), deutscher Eishockeyspieler
- Kaluza, Stephan (* 1964), deutscher Fotokünstler, Maler und AutorStephan Kaluza (* 1964)

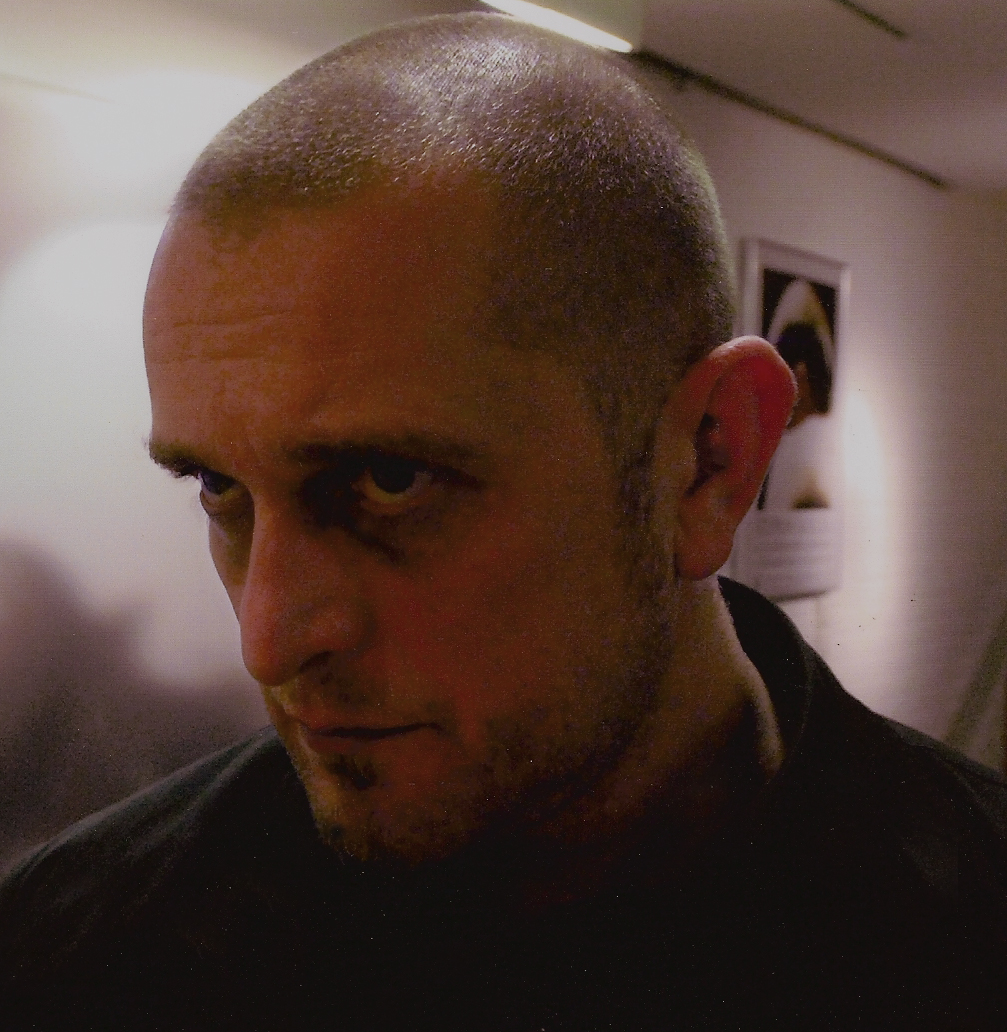
Stephan Kaluza (* 1964)

- Kaluza, Theodor (1885–1954), deutscher Physiker und Mathematiker
- Kaluza, Theodor (1910–1994), deutscher Mathematiker und Hochschullehrer
- Kaluza, Victor (1896–1974), deutscher Lehrer sowie Jugend- und Sachbuchautor
- Kałuziński, Alfred (1952–1997), polnischer Handballspieler
- Kałuziński, Eryk (* 1977), polnischer Handballspieler
- Kałużniacki, Emil (1845–1914), Slawist und Hochschullehrer in Czernowitz
- Kałużny, Radosław (* 1974), polnischer Fußballspieler
- Kaluzny, Tomasz (* 1965), polnischer Opern-, Operetten- und Liedsänger (Bariton)
- Kaluzny, Vojtek (* 1964), polnischer Fußballspieler